# Provincia de Zamora Chinchipe
Zamora Chinchipe es una de las veinticuatro provincias que conforman la República del Ecuador, situada en el sur del país, en la zona geográfica conocida como región amazónica principalmente sobre una orografía montañosa única, que la distingue del resto de provincias amazónicas. Su capital administrativa es la ciudad de Zamora, la cual además es su urbe más grande y poblada. Ocupa un territorio de unos 10 584,28 km², siendo la décima provincia del país por extensión. Limita al norte con la provincia de Morona Santiago; por el occidente con la provincia de Loja; por el este con las provincias peruanas de Bagua y Condorcanqui, y al sur con las provincias de Ayabaca, Huancabamba y San Ignacio, también pertenecientes al Perú.
En el territorio zamorano, habitan 110.973 personas, según el último censo (2022), siendo la segunda provincia menos poblada del país, detrás de Galápagos. La provincia de Zamora Chinchipe está constituida por nueve cantones, con sus respectivas parroquias urbanas y rurales. Según el último ordenamiento territorial, la provincia de Zamora Chinchipe pertenecerá a una región comprendida también por las provincias de El Oro y Loja, aunque no esté oficialmente conformada, denominada Región Sur.
Su economía se basa en la minería, el comercio, el turismo y la agricultura. Las mayores industrias extracción de la provincia están conformadas por la minera, maderera y agrícola (piscicultura, avicultura, etc.). La prestación de servicios en calidad de funcionarios, empleados públicos de la pequeña industria y manufactura siguen en importancia.
Las selvas zamoranas son cuna de la nacionalidad indígena shuar. Tuvo distintos períodos migratorios provenientes como los bracamoros. La colonización española se dio con en el primer contacto de los indígenas con los españoles, en la cuenca del río Mayo-Chinchipe, en una de las expediciones de Gonzalo Pizarro. Durante ese período, la entidad máxima y precursora de la provincia sería el Gobierno de Yaguarzongo. Después de la guerra independentista y la anexión de Ecuador a la Gran Colombia, se crea la provincia de Loja, el 25 de junio de 1824, en la que dentro de sus límites se encontraba el actual territorio zamorano. El 10 de noviembre de 1953, se crea la décima sexta provincia del país, la provincia de Zamora Chinchipe, cuando se desmembró de la provincia de Santiago Zamora.

## Historia
Se tienen datos de presencia humana desde hace 4500 años AC, basados en el complejo cultural Mayo-Chinchipe.

### Época colonial
Al parecer el primer contacto de los indígenas con los españoles se dio en la cuenca del río Mayo-Chinchipe, en una de las expediciones de Gonzalo Pizarro. Esta región era conocida como Bracamoros, por la cultura indígena del mismo nombre que habitaba ahí. Las diferentes incursiones hispánicas en las dos principales cuencas de la provincia dieron a conocer su abundancia de oro y belleza natural. El asombro que generó en los expedicionistas quedó registrado en leyendas que, hasta ahora, se cuentan sobre ciudades como Valladolid; personajes como Naya o La Chapetona; minas de Chito, entre otras. De las minas los españoles nos mencionan la explotación de las minas del Cerro Morcillo, Chito y San José en la cuenca del Chinchipe; y las minas de Iravinza y Nambija en la cuenca del Zamora. 
Existe contradicción en el año de la fundación de las ciudades españolas en esta provincia. Se supone que las primeras fundaciones se dieron en las expediciones enviadas por Pedro de la Gasca para pacificar al Perú, después de las guerras civiles que azotaban esta nación. Simultáneamente en el mismo año dos grupos: uno comandado por Alonso de Mercadillo en compañía de Hernando de Benavente y Hernando de Barahona se internaron en la gran cuenca del río Zamora, conocida como Yaguarzongo, después de pasar por Morona Santiago. Se conjetura que el 4 de octubre de 1549, Hernando de Barahona fundó el poblado de Zamora de los Alcaides cerca de Suapaca, en la confluencia de los ríos Zamora y Yacuambi. El otro grupo comandado por Diego de Palominos ingresó a la cuenca del río Mayo-Chinchipe, siendo Juan de Salinas quien fundó las ciudades de Valladolid, Loyola, Yaza, Santa María de las Nieves, Sevilla de Oro, Nueva Andalucía y San Francisco de Borja, en diferentes años. Salinas llegó a tener siete ciudades las cuales fueron destruidas por los levantamientos de los bracamoros. Durante estos viajes Salinas y Palominos pasaron al Perú fundando más poblados y conquistando otros territorios. 
Durante el periodo de la Colonia Española, algunos científicos como Charles Marie de la Condamine, atravesaron la provincia durante sus expediciones en 1743. En el año de 1781 los españoles atraídos por la explotación del oro, hicieron un segundo intento por recolonizar la provincia, pero les fue imposible dominar a los indígenas.

### Época republicana
No se puede establecer a ciencia cierta cuando llegaron los primeros colonos mestizos y blancos a nuestra provincia, pero los datos más antiguos nos dan a conocer que a finales de la cuarta década del siglo XIX, la cuenca del río Mayo-Chinchipe ya estuvo poblada por colonos llegados desde Loja y Perú.
El actual asentamiento humano conocido como Zamora, no se restableció definitivamente por colonos mestizos y blancos hasta el 12 de marzo de 1921 fecha cuando resurgió el Vicariato Apostólico de Zamora, después de muchos intentos frustrados por los ataques y sublevaciones de los shuar. 
Al parecer la primera población se estableció en 1840, pero al parecer se extinguió con el tiempo.
En 1850 un grupo de colonos descubrieron las ruinas de la primera fundación española de Zamora. 
La colonización también ingresó desde la provincia del Azuay hacia el cantón Yacuambi, donde llegaron los saraguros y unos pocos mestizos.
En 1910 la parroquia Zamora se convierte en cabecera cantonal del cantón Zamora en la gran Provincia de Oriente de este entonces. El 15 de diciembre de 1920 se crea la provincia de Santiago Zamora, la que constaba de los cantones Zamora, Morona, Chinchipe y Macas. Los cantones Zamora y Chinchipe estaban conformados por tres parroquias cada uno. Cabe destacar que el 5 de enero de 1921 se creó el cantón Yacuambi, para la provincia de Santiago Zamora. 
En el año 1941 parte de la provincia que estaba deshabitada y el país son invadidos por el Perú, con la consiguiente pérdida de mucho territorio que cesó el 29 de enero de 1942 con la firma del Protocolo de Río de Janeiro, en Brasil. Después de la guerra de 1941 se aceleró la migración forzada de campesinos y ciudadanos empobrecidos debido a las sequías en la provincia de Loja, ciudadanos que reorganizaron y contribuyeron a colonizar muchas áreas de la provincia que todavía se encontraban despobladas.
El proceso y la idea de la creación de la actual provincia tomó 12 años de espera, pero gracias a la incansable gestión del lojano Benjamín Carrión, el 8 de enero de 1953 se creó definitivamente la provincia de Zamora Chinchipe por división de la provincia de Santiago Zamora, mediante decreto legislativo publicado en el Registro Oficial N.º 360 del 10 de noviembre de 1953. La provincia de Zamora Chinchipe estuvo conformada por tres cantones: Zamora, Chinchipe y Yacuambi. 
En 1981 la tensión con Perú regresa, siendo la provincia escenario de un enfrentamiento bélico por la Cordillera del Cóndor, los combates se dieron en las localidades de Paquisha, Mayaycu y Manchinaza. Los enfrentamientos continuaron y en 1995 aquel año el conflicto bélico, cuyo escenario es el río Cenepa y en este año se concluye definitivamente con la firma del Acuerdo de Paz entre Ecuador y Perú, conocido como Acta de Brasilia en 1998, obteniendo la provincia su delimitación definitiva con el vecino país del sur.
La colonización también ingresó desde la provincia del Azuay hacia el cantón Yacuambi, donde llegaron los saraguros y unos pocos mestizos. En 2008 un grupo de colonos descubrieron las ruinas de la primera fundación española de Zamora.

## Geografía

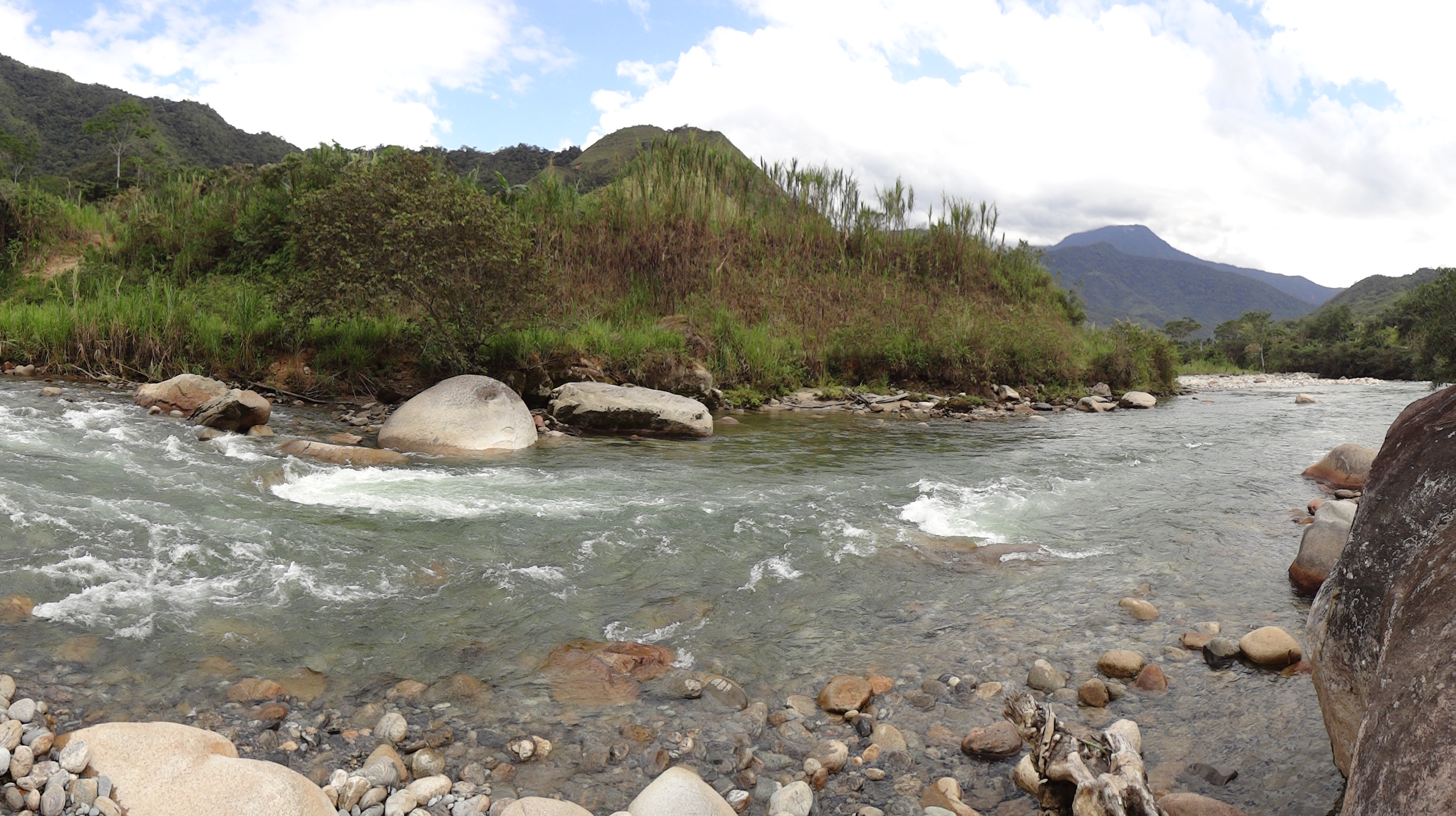
Río Bombuscaro

Zamora Chinchipe es una provincia de Ecuador ubicada en el sur-oriente de la Amazonía ecuatoriana, que limita con la provincia de Morona Santiago al norte; con la provincia de Loja al oeste; y con Perú al sur y este.

### Hidrografía
Sus ríos son caudalosos y desembocan en el río Amazonas, los principales son: Zamora, cuyos orígenes están en la provincia de Loja; los ríos Chinchipe, Yacuambi y Nangaritza, entre otros.

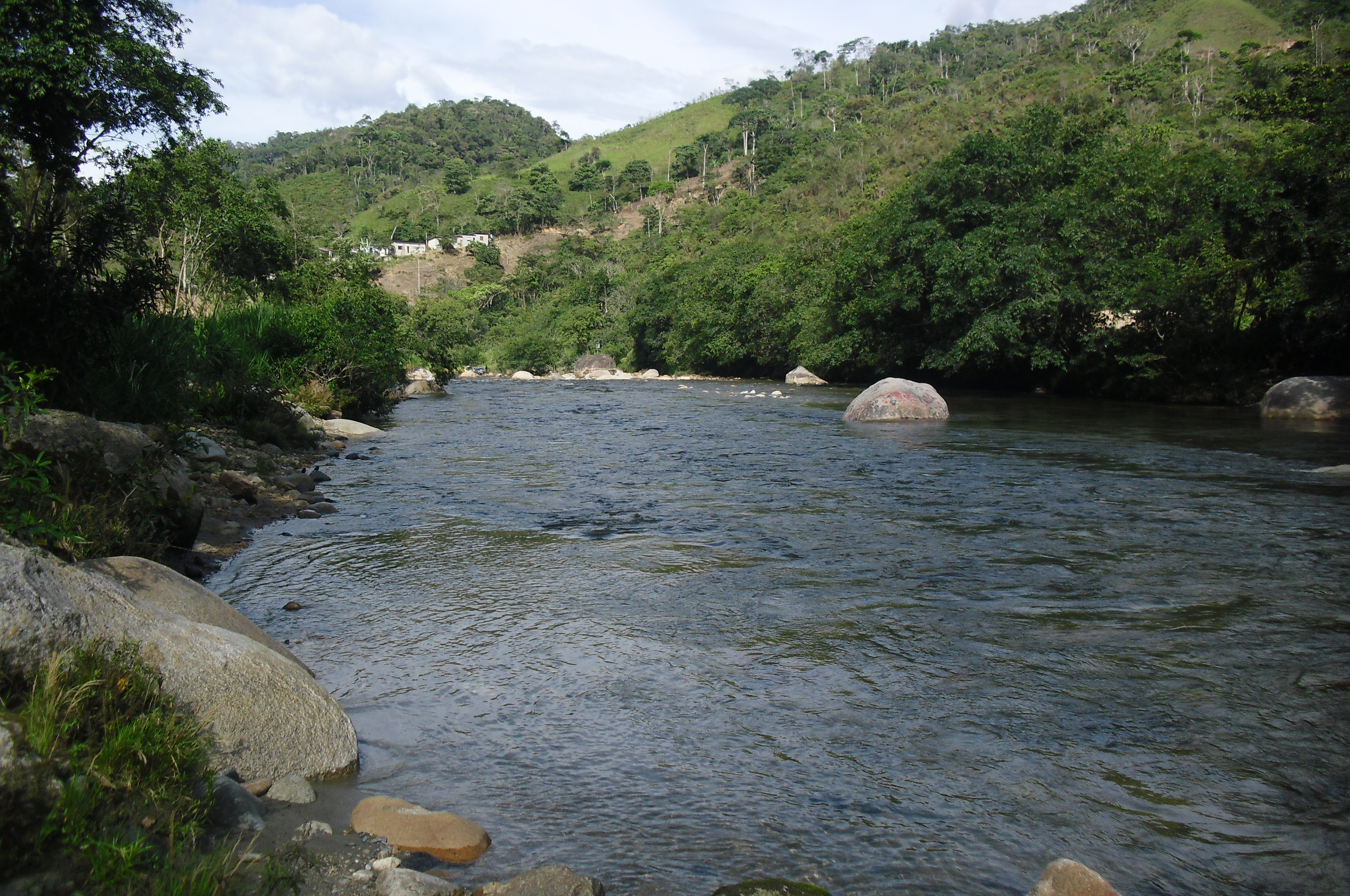
Río Bombuscaro, sector Las Ballenas, 23 de enero de 2011

### Orografía
La orografía de la provincia es muy accidentada por la presencia de la gran Cordillera Oriental de los Andes con varias estribaciones que caracterizan en mayor parte a los paisajes de la provincia, y al occidente se levanta la Cordillera del Cóndor que delinea el contorno en esta importante área.

### Clima
El clima es de tipo tropical, lo que varía en esto es la cantidad de humedad y cantidad de lluvias. La temperatura baja o sube de acuerdo con la altitud y los vientos. La temperatura promedio es de 30 °C.

## Gobierno y política

### Política
La estructura política de Zamora Chinchipe está conformada por el Gobierno Autónomo Descentralizado Provincial, denominado comúnmente como «Prefectura», la cual es una persona jurídica de derecho público que goza de autonomía política, administrativa y financiera, y ejerce las funciones ejecutivas, legislativas y de fiscalización dentro de la circunscripción territorial de la provincia. La sede de este gobierno seccional está en la ciudad de Zamora, en calidad de capital provincial.
El gobierno provincial está conformado por un prefecto, un viceprefecto y el consejo provincial. El prefecto es la máxima autoridad y representante legal de la función ejecutiva dentro de la provincia y es elegido en binomio junto al viceprefecto por votación popular en las urnas. El consejo provincial es el órgano de legislación y fiscalización del gobierno provincial, y está integrado por el prefecto –quien lo preside con voto dirimente–, el viceprefecto, los alcaldes de los nueve cantones zamoranos, y representantes de los gobiernos de las parroquias rurales. En la actualidad, el cargo de prefecta lo ejerce Karla Reátegui, elegida para el periodo 2023-2027. 
Paralelo al Gobierno Autónomo Descentralizado Provincial de Zamora Chinchipe, el poder ejecutivo del presidente de la República está representado en la provincia por el gobernador. El cargo de gobernador es ocupado por un individuo designado por el presidente de la República, y puede durar en sus funciones indefinidamente mientras así lo decida el primer mandatario del país. Actualmente, la gobernadora de la provincia es Ivonne Panchi.

### División administrativa

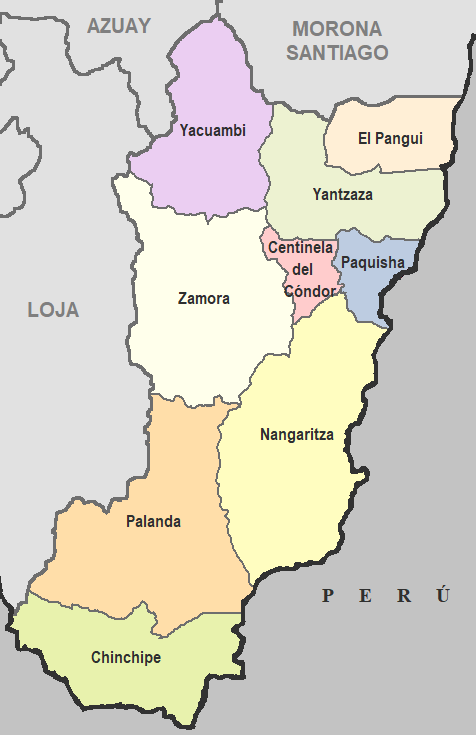
División política de la provincia de Zamora Chinchipe.

Zamora Chinchipe está dividido en nueve cantones, que a su vez están conformados por parroquias urbanas y rurales. Cada uno de los cantones son administrados a través de una municipalidad y un consejo cantonal, los cuales son elegidos por la población de sus respectivos cantones. La responsabilidad de estos cantones es realizar el mantenimiento de carreteras, administrar los presupuestos del gobierno del estado para programas de asistencia social y económica, y administrar, infraestructuras tales como parques y sistemas de saneamiento básico.
|                                                                                      | Cantón               | Población (2022) | Área (km²) | Cabecera cantonal | Población (2022) |
| ------------------------------------------------------------------------------------ | -------------------- | ---------------- | ---------- | ----------------- | ---------------- |
|                                                                                      | Centinela del Cóndor | 7882             | 519        | Zumbi             | 2930             |
| Bandera de Morona Santiago                                                           | Chinchipe            | 10 337           | 1194       | Zumba             | 4154             |
|                                                                                      | El Pangui            | 12 768           | 614        | El Pangui         | 5340             |
|                                                                                      | Nangaritza           | 6429             | 2096       | Guayzimi          | 2519             |
|                                                                                      | Palanda              | 8873             | 1925       | Palanda           | 2353             |
|                                                                                      | Paquisha             | 4737             | 261        | Paquisha          | 1583             |
|                                                                                      | Yacuambi             | 6391             | 1242       | 28 de Mayo        | 1626             |
|                                                                                      | Yantzaza             | 23 370           | 990        | Yantzaza          | 13 335           |
| [[Archivo:\|class=notpageimage noviewer\|30px\|border\|Bandera de Zamora (Ecuador)]] | Zamora               | 30 186           | 1876       | Zamora            | 17 584           |

## Demografía
La población de Zamora Chinchipe está constituida por personas de raza mestiza y blanca oriundos en su mayoría de la provincia de Loja; personas de la etnia Shuar, primeros habitantes de la provincia; y gente de la etnia Saraguro que migraron juntamente con los mestizos a finales del siglo XIX. 
La concentración de la población es marcadamente rural, ya que una gran parte de los habitantes viven en el campo o la selva. Los principales asentamientos humanos son Zamora, Yantzaza, El Pangui y Zumba.

## Economía

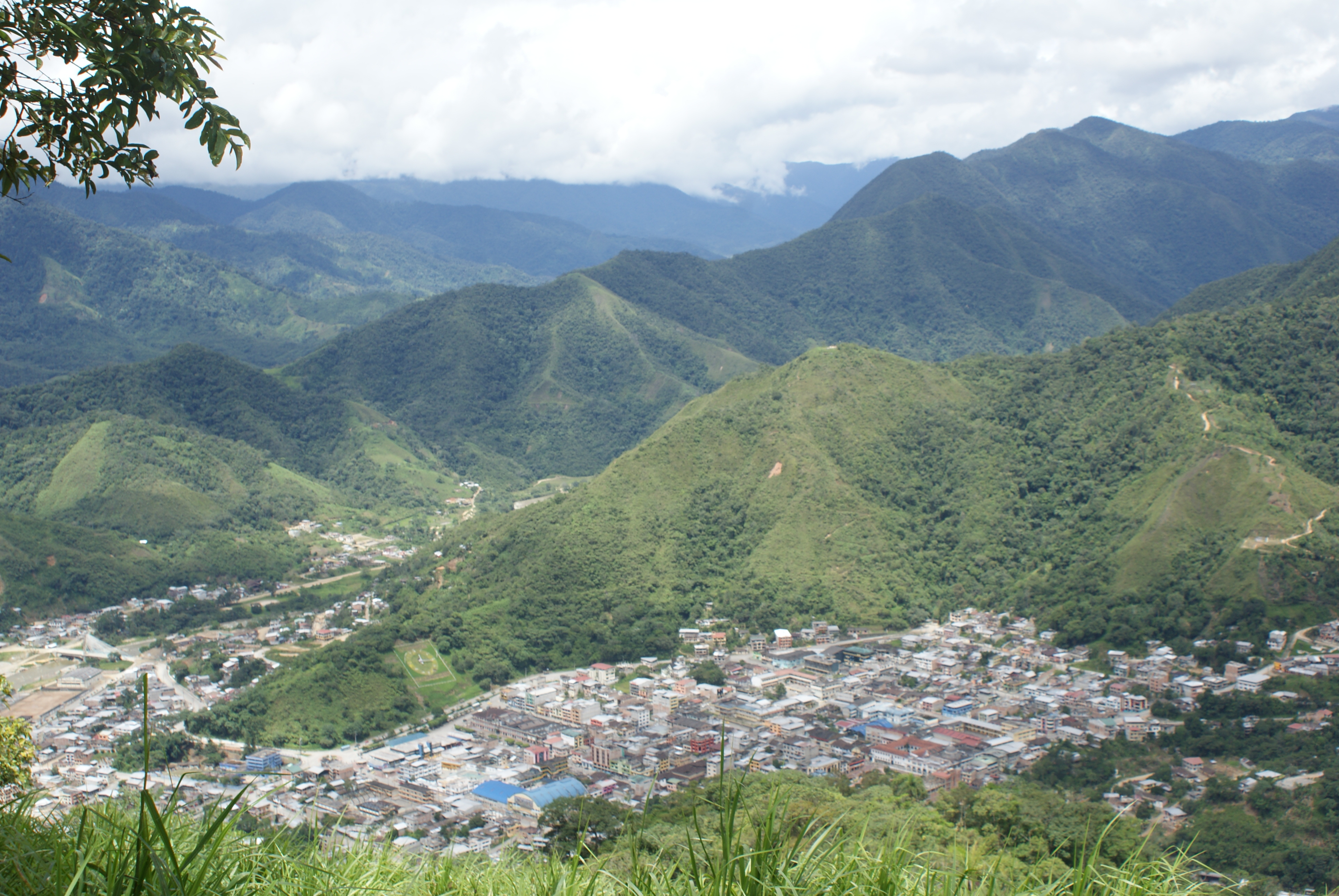
Ciudad de Zamora, capital de la provincia

La economía de la provincia de Zamora Chinchipe es la número 21 del país con un PIB de 84,872 miles de dólares. Lo que representó alrededor de 0,4% de la economía nacional.
En esta parte de la región amazónica, existen yacimientos de oro. Las minas de Nambija, cerca a la ciudad de Zamora, fueron por muchos años sitio de trabajo de personas de diferentes zonas del país, que trabajaron en condiciones de extrema pobreza y de constante peligro por los continuos derrumbes que se suscitaban debido a las excavaciones de túneles, para extraer el preciado metal, dieron mucha ganancia al país. También se comercia el oro obtenido de los lavaderos de los ríos, con otras ciudades como Loja, Cuenca y en el exterior con el Perú.
El petróleo, al igual que la provincia de Morona Santiago no tiene representatividad económica. La industria maderera se ha desarrollado con la explotación de maderas como guayacán, caoba, cedro, roble entre otros. Esta industria sino es controlada de la debida forma, será solamente ingresos económicos para cierto tiempo.

## Flora
En la Provincia de Zamora Chinchipe la riqueza de fauna y flora es notable debido a su posición geográfica en el piedemonte amazónico lo que ha generado una inmensurable y desconocida biodiversidad con un alto grado de endemismo que se puede apreciar especialmente en varias zonas de la provincia.
La presencia humana data desde miles de años, en la que varias etnias indígenas han vivido en armonía con la naturaleza; pero la colonización mestiza ha modificado en parte la vegetación nativa, lo que ha motivado a que algunas de las zonas cuales sean declaradas protegidas permaneciendo otras varias aún no protegidas, siendo motivo esto de preocupación para varias organizaciones e instituciones públicas y privadas que se encuentran promoviendo el establecimiento de una "Reserva de Biosfera" en el sur de Ecuador que incluya la provincia de Zamora Chinchipe y que tenga el reconocimiento internacional de la Unesco. A pesar de estos esfuerzos no ha podido contrarrestar la extinción de la limitada distribución geográfica de un sinnúmero de especies endémicas, especialmente hablando de la flora, que se encuentran fuera de este rango de zonas protegidas.  

### Fauna

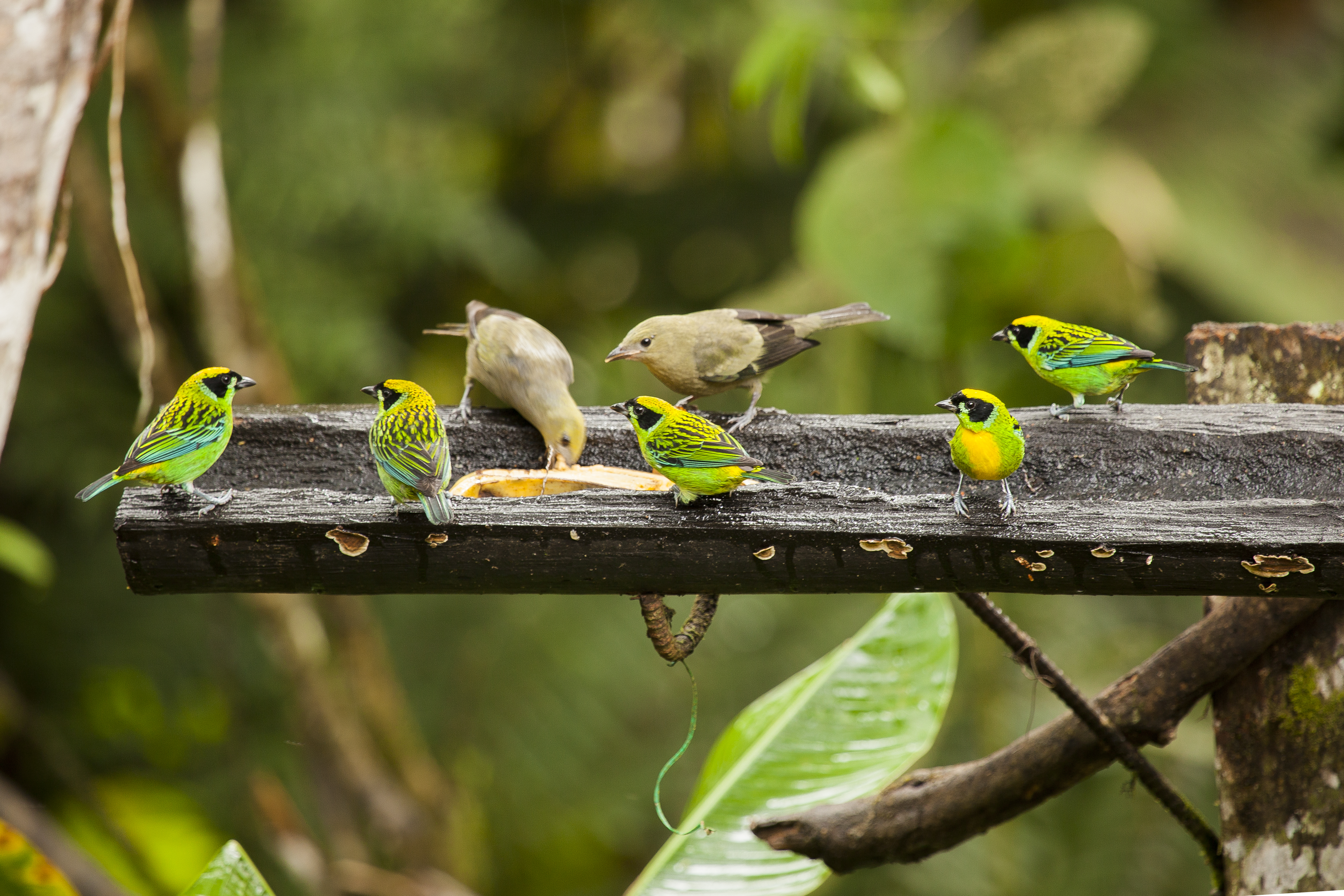
Fauna de Zamora Chinchipe.

La fauna se compone de mamíferos como: pumas, jaguares, tigrillos, osos de anteojos, dantas, ciervos de cola blanca, lobos andinos, lobos de río, capibaras, pacas, agutíes, armadillos, coatíes, pecaríes y una diversidad de monos, entre otros. Entre las aves están: gallitos de la peña, jocotocos, guataracos, oropéndolas, guácharos, colibríes, loros, pavas de monte, tucanes, gallinazos, halcones, búhos, águilas, pájaros carpinteros, martines pescadores, garzas, urogallos, perdices, palomas, entre otros. 
También hay numerosas clases de anfibios y reptiles, en las que se destacan las ranas y serpientes como: boa, anaconda, coral, equis, macanche, hoja podrida, yamunga, entre otras. La fauna de peces en sus ríos incluyen: bagre, zumba, anguila, corroncho, tilapia, trucha, bocachico, blanco, guancha, vieja, sabina, entre otros.
La provincia tiene numerosas especies de insectos como: mariposas, avispas, escarabajos, grillos, saltamontes, mantis religiosas, en la que se destacan las abejas como: euglossas, eulaemas, xylocopas, ninbuches, pichirros, bermejos, catanas, morojas y cojimbos; y las hormigas como: hormiga culona o arriera, hormiga conga, hormigas cabezas de hueso, hormigas macho rusio, entre otras.

### Flora
En sus bosques se puede encontrar una edénica biodiversidad en la que se destacan árboles de madera fina en peligro de extinción y de importancia para la industria maderera, como son: romerillo, guayacán, laurel, pituca, alcanforero, aguacatillo, yumbingue, almendro, cascarilla, entre otros. 
Plantas frutales nativas algunas poco conocidas, y un sinnúmero de especies desconocidas: membrillo, maní de árbol, sacha cacao, uva caimarona, iñaco, maní de bejuco, entre otros.
Entre las epífitas en su mayoría de valor ornamental, tenemos: orquídeas, aráceas, bromelias, entre otras. Varias especies rastreras, lianas, trepadoras. Algunas plantas acuáticas en sus quebradas, lagos y lagunas. Plantas medicinales, aromáticas y alucinógenas: guayusa, natema, guabiduca, sangre de grado, carqueja, cola de caballo, entre otras. En el piso del bosque y sotobosque se encuentran, una diversidad de helechos como helechos arbóreos, ciclantáceas y pusgos. En los taludes de las carreteras crecen ericáceas y heliconiáceas de valor ornamental.
p)

## Cultura

### Grupos de Danza
Existen un sinnúmero de grupos de danza entre ellos se destacan:
- "JHARINA" que pertenece a la Casa de la Cultura Benjamín Carrión Núcleo de Zamora Chinchipe'. El grupo es dirigido por el instructor cultural Darwin Ochoa Fajardo.
- "Abya-yala" que pertenece al GAD municipal de la ciudad de Zamora, el grupo es dirigido por el instructor cultural Hitler Willian Cárdenas Román.

### Gastronomía
En Zamora Chinchipe la alimentación es muy diferente al resto de la Amazonía ecuatoriana. Entre los principales platos típicos a destacar se encuentran las ancas de rana, preparadas de distintas maneras; la tilapia es muy apetecida siempre acompañados de plátanos verdes, yuca y ensaladas variadas.

### Recursos arqueológicos
En el cantón Palanda, en el 2002 se hizo un descubrimiento importante por un equipo de arqueólogos franco-ecuatoriano, investigación arqueológica realizada gracias a los convenios de cooperación científica y asistencia técnica firmados entre el Instituto de Investigación para el Desarrollo (I.R.D.) de Francia y el Instituto Nacional de Patrimonio Cultural (I.N.P.C.). Esos hallazgos efectuados en el sitio denominado Santa Ana-La Florida, ubicado a escasos kilómetros de Palanda, permitieron definir perfectamente un complejo cultural que fue denominado Mayo Chinchipe, compuesto por elementos arquitectónicos, materiales cerámicos variados y una industria lítica muy particular, que caracteriza a la ocupación temprana de la región, yacimiento que se levanta sobre una terraza fluvial, a orillas del río Valladolid, cubriendo una extensión semi-inclinada de aproximadamente una hectárea.
Este hallazgo reveló la presencia, hace más de 4500 años, de una de las grandes culturas andinas, en un medio tropical donde su existencia era hasta ahora desconocida. Esto permite remontar la antigüedad de las sociedades agroalfareras de la amazonia occidental y replantearse la historia del desarrollo cultural en la zona y en la región andina adyacente.
La vertiente oriental de la cordillera andina, en la provincia fronteriza de Zamora -Chinchipe, caracteriza al piedemonte amazónico con una topografía accidentada que varía entre 2000 y 500 metros de altitud. Esta región, conocida como ceja de montaña, es objeto de recientes estudios arqueológicos. Gracias a estos trabajos hoy se sabe que desde el fin del primer milenio de nuestra era, esta región fue poblada por comunidades Bracamoros y Yaguarsongos pertenecientes al grupo lingüístico Jíbaro, cuyos asentamientos fueron registrados por los conquistadores españoles en el siglo XVI.
La prospección arqueológica reciente ha revelado la existencia de un nuevo complejo cultural, denominado Mayo-Chinchipe, por el nombre de la cuenca de este importante afluente del Marañón. Exploraciones en el sur oriente de la provincia de Zamora-Chinchipe han evidenciado un sinnúmero de sitios arqueológicos anteriores a la ocupación de los Bracamoros. De particular interés son las estructuras monumentales tempranas encontradas en el sitio Sta. Ana- La Florida, en la cuenca alta del río Valladolid-Palanda. Se han descubierto vestigios de contextos ceremoniales y funerarios que reposan al interior de una terraza fluvial transformada por el hombre.
Las fechas radiocarbónicas obtenidas de pisos quemados sitúan la construcción de uno de los montículos hacia el año 2450 antes de Cristo, o 4500 años antes del presente. Estas evidencias permiten remontar considerablemente la antigüedad de sociedades complejas establecidas en la amazonia occidental.
El interés principal de este sitio es la presencia de depósitos y ofrendas de recipientes de piedra finamente pulidos, con motivos iconográficos grabados en relieve, que muestran una fauna mítica de origen tropical (felinos, serpientes, aves rapaces y guacamayas). Las figuras, los modos y las formas de representación comparten numerosos elementos con las tradiciones culturales del Perú (Chavín y Cupisnique entre otros), sin embargo su antigüedad aparente los antecede en más de 1000 años.
Este descubrimiento atestigua la presencia de elementos ideológicos constitutivos de las primeras grandes civilizaciones andinas en un medio tropical, del sur del Ecuador, donde su existencia era hasta ese momento desconocida.
Excavaciones realizadas, al inicio de la década de los años 60, en el sitio peruano de Huayurco sacaron a luz los primeros recipientes de piedra pulida en la cuenca alta del Marañón. Estos recipientes han sido atribuidos en el Perú al Horizonte Temprano (1 a 500 a. C.), sin que haya fechas de carbono 14 para los contextos excavados. Arqueólogos como Richard Burger y Ruth Shady postulan que los recipientes de piedra pulida fueron el resultado de una industria especializada de bienes suntuarios destinados al intercambio desde épocas tempranas. Estos objetos habrían incorporado la ceja de montaña oriental a los ejes y a las esferas de interacción de la sierra y la costa del Perú.
Las evidencias encontradas al sur de las provincias de Loja y de Zamora-Chinchipe demuestran que las redes de interacción social se extendían hacia el norte, incorporando tanto la ceja de montaña como la sierra sur del actual Ecuador. Prueba de esta interacción son los adornos de piedra turquesa encontrados junto a los cuencos de piedra en los depósitos funerarios del sitio Sta. Ana- La Florida.